# اصلان بژانیا
اصلان گئورگیویچ بژانیا ( به زبان ابخازی : Аслан Гьаргь-и ԥа Бжьаниа , رومی شده :  Aslan Gyargy- ipha Bzhyania ; گرجی : аслан გიორგის -ძე ბჟანია , رومی شده : aslan giorgis-dze bzhania ; روسی : Аслан Гения 6 آوریل ; سیاستمدار آبخازی که به عنوان پنجمین رئیس جمهور آبخازیا خدمت کرد  از ۲۳ آوریل ۲۰۲۰ تا زمان استعفایش در ۱۹ نوامبر ۲۰۲۴. او از سال ۲۰۱۰ تا ۲۰۱۴ رئیس سرویس امنیت کشور و از سال ۲۰۱۶ یکی از رهبران اپوزیسیون در آبخازیا بود . او در انتخابات ریاست جمهوری ۲۰۱۹ نامزد شد، اما به دلیل مسمومیت مجبور به کناره‌گیری شد. او در انتخابات ریاست جمهوری بعدی ۲۰۲۰ پیروز شد .

## زندگینامه

### اوایل زندگی
بژانیا در ۶ آوریل ۱۹۶۴ در روستای تمیشی ، شهرستان اوچامچیرا متولد شد . در سال ۱۹۸۵، از دانشگاه خودرو و راه‌سازی مسکو فارغ‌التحصیل شد.

### اوایل کار
بین سال‌های ۱۹۹۱ تا ۱۹۹۳، بژانیا برای سرویس امنیت دولتی آبخازیا کار می‌کرد. در سال ۱۹۹۴، او در مسکو به تجارت مشغول شد . در سال ۱۹۹۸، او از آکادمی اقتصاد ملی تحت نظر رئیس جمهور فدراسیون روسیه فارغ‌التحصیل شد . بین ۱ ژانویه تا ۲۳ فوریه ۲۰۰۹، بژانیا به عنوان مشاور سفارت آبخازیا در مسکو خدمت کرد.

### رئیس سرویس امنیت کشور (۲۰۰۹–۲۰۱۴)
در ۲۳ فوریه ۲۰۰۹، پس از انتخاب مجدد سرگئی باگاپش ، رئیس جمهور آبخازیا، او بژانیا را به عنوان رئیس سرویس امنیت کشور منصوب کرد و جایگزین یوری آشوبا شد. پس از مرگ باگاپش در سال ۲۰۱۱، بژانیا توسط جانشین او ، الکساندر آنکواب، مجدداً منصوب شد .

### انقلاب ۲۰۱۴ و انتخابات ریاست جمهوری
در سال 2014، پس از انقلاب ماه مه علیه آنکواب، بژانیا نامزد دولت در حال کناره‌گیری در انتخابات ریاست جمهوری بعدی شد و به همراه آستان آغربا به عنوان نامزد معاونت ریاست جمهوری شرکت کرد. این دو نفر در 2 ژوئیه توسط یک گروه ابتکار نامزد شدند  و از حمایت حزب سیاسی امتساخارا ،  میخائیل لوگوا، معاون رئیس جمهور سابق  و بخشی از کارکنان ستاد انتخاباتی بسلان اشبا ، که از شرکت در انتخابات منع شده بود، برخوردار شدند
در 21 ژوئیه، گروهی از شهروندان به دیوان عالی کشور دادخواستی مبنی بر عدم اعتبار ثبت نام بژانیا ارائه دادند، زیرا ادعا شده بود که او شرط اقامت پنج ساله را رعایت نکرده و تا فوریه 2010 در مسکو زندگی می‌کرده است. این پرونده به دلیل انقضای مهلت قانونی مختومه اعلام شد. بژانیا در دور اول انتخابات را به رهبر مخالفان، رائول خاجیمبا ، باخت و با 35.88 درصد آرا در جایگاه دوم قرار گرفت.

### رهبر مخالفان
در 3 دسامبر 2016، بژانیا قبل از عبور از مرز به آبخازیا توسط مرزبانان روسی بازداشت شد. این رویداد باعث اعتراضات مخالفان آبخازیا شد که ادعا می‌کردند بژانیا به دستور مقامات آبخازیا دستگیر شده است.  در 4 دسامبر، رئیس جمهور خاجیمبا از سفیر روسیه در آبخازیا خواست تا آزادی بژانیا را تسهیل کند.  عصر همان روز، بژانیا آزاد شد و اجازه عبور از مرز را یافت. بژانیا در یک کنفرانس مطبوعاتی در 6 دسامبر اظهار داشت که هیچ مدرک مستقیمی مبنی بر دخالت دولت آبخازیا ندارد، اما ادعا کرد که در حین بازداشت، مردی با لباس شخصی به او نزدیک شده و گفته است که به او دستور داده شده است به او اطلاع دهد که او تهدیدی برای دولت روسیه و آبخازیا محسوب می‌شود. او همچنین توضیح داد که چگونه چندین بار از او آزمایش الکل و مواد مخدر گرفته شده و چگونه سلاح، مهمات و گواهینامه شخصی او مورد بررسی دقیق قرار گرفته است.

### انتخابات ریاست جمهوری
در سال ۲۰۱۹، بژانیا وارد انتخابات ریاست جمهوری آبخازیا شد و به عنوان کاندیدای مورد علاقه در نظر گرفته شد. با این حال، او در آوریل ۲۰۱۹ در شرایط وخیمی در بیمارستانی در مسکو بستری شد و وجود دوز زیادی جیوه و آلومینیوم در خونش، منجر به ادعاهای مسمومیت به دلایل سیاسی شد. او تا ماه مه در کلینیک ماند، در حالی که سیستم تنفسی و گفتارش مختل شده بود.  در نتیجه، او در ۱۵ ژوئیه از انتخابات کناره‌گیری کرد. 
رائول خاجیمبا در انتخابات پیروز شد،  اما این امر اعتراضاتی را برانگیخت و در ژانویه 2020 دیوان عالی آبخازیا نتایج را لغو کرد.  خاجیمبا در 12 ژانویه از ریاست جمهوری استعفا داد و انتخابات جدید برای 22 مارس برگزار شد.  بژانیا در این انتخابات شرکت کرد و با 59 درصد آرا پیروز شد. 

### ریاست جمهوری
ناآرامی‌های آبخازیا در سال 2021 علیه بژانیا بود. 

### سرنگونی
در نوامبر 2024، اعتراضات بزرگی علیه توافق‌نامه سرمایه‌گذاری بین آبخازیا و روسیه صورت گرفت. در 15 نوامبر، معترضان ساختمان مجلس خلق آبخازیا را تصرف کردند و خواستار استعفای بژانیا شدند.  بژانیا از استعفا خودداری کرد.  در 16 نوامبر، مخالفان آبخازیا ادعا کردند که بژانیا به مکانی نامعلوم فرار کرده است، در حالی که تیم مطبوعاتی او اعلام کرد که بژانیا در روستای زادگاهش، تمیشی ، است و نه در یک پایگاه نظامی روسیه، همانطور که قبلاً شایعه شده بود. 
در 19 نوامبر، پس از چهار روز تصرف ساختمان‌های دولتی توسط معترضان و مذاکرات بین دولت و مخالفان، رئیس جمهور اصلان بژانیا و نخست وزیر الکساندر آنکواب استعفا دادند. معاون رئیس جمهور ، بدره گونبا، به عنوان رئیس جمهور موقت منصوب شد  در حالی که انتخابات زودهنگام در 15 فوریه 2025 برگزار شد. 